# Porzeczka alpejska

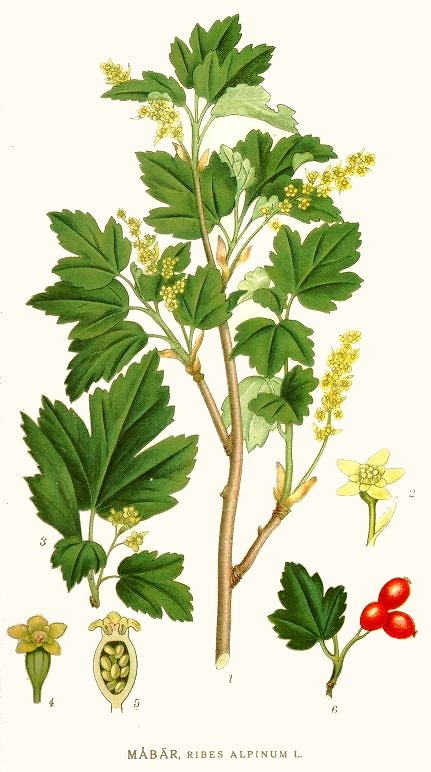
Morfologia

Porzeczka alpejska (Ribes alpinum L.) – gatunek krzewu należący do rodziny agrestowatych (Grossulariaceae). Występuje w stanie dzikim w Europie (na południu kontynentu tylko w górach), na części obszaru Azji (Kaukaz i Turcja) oraz w Maroku.

## Morfologia
PokrójWielopostaciowy krzew o wysokości do około 2,5 m, bez kolców.
ŁodygaGłówne pędy są smukłe z brunatną korą, gałęzie mają korę szarą i dzielą się na brunatnawożółtawe gałązki, często zwisające
LiścieUłożone skrętolegle, głęboko 3-5-klapowane. Klapy są zaostrzone lub tępe, grubo piłkowane, nagie lub skąpo owłosione, zwłaszcza z wierzchu. Dolna strona błyszcząca. Ogonki liściowe gruczołowato owłosione o długości równej połowie blaszki. Rozwijają się wczesną wiosną a jesienią długo utrzymują na krzewie.
KwiatyZielonkawożółte, zebrane w pachnące, wzniesione grona. Kwiaty zwykle zwieszają się dwustronnie. Przysadki lancetowate, gruczołowato orzęsione, dłuższe niż szypułki i kwiaty. Kwiaty męskie zebrane w 10-30-kwiatowe grona. Rurka korony płasko miseczkowata, naga. Pięć jajowatych do szeroko eliptycznych działek kielicha. Płatki korony i pręciki bardzo krótkie. Kwiaty żeńskie zebrane w grona 2-5-kwiatowe, działki kielicha są bardzo małe, pręciki stromo wzniesione, a zalążnia duża i naga.
OwoceMałe, czerwone, wielonasienne. Mdłe w smaku. Nie są wykorzystywane w przetwórstwie. Owoce pokazują się w lipcu.

## Biologia i ekologia
- Roślina wieloletnia, nanofanerofit. Roślina dwupienna, kwitnie od kwietnia do czerwca.
- Siedlisko: Świetliste lasy, zakrzewione zbocza, miejsca skaliste, ale także w wilgotniejszych lasach liściastych. W górach przeważnie w piętrach reglowych i na glebach wapiennych. Doskonale znosi suszę, zacienienie i zanieczyszczenie powietrza. Nanofanerofit.
- W klasyfikacji zbiorowisk roślinnych gatunek charakterystyczny dla klasy (Cl.) Querco-Fagetea[4].
- Liczba chromosomów 2n= 16[5].

## Zastosowanie
Jest uprawiana jako roślina ozdobna, szczególnie w ogrodach i parkach jako roślina żywopłotowa. Jest całkowicie odporna na mróz. Rozmnaża się z nasion lub przez sadzonki.